# Lakeville (Minnesota)
Lakeville és una població dels Estats Units a l'estat de Minnesota. Segons el cens del 2005 tenia 51.722 habitants.

## Demografia
Segons el cens del 2000, Lakeville tenia 43.128 habitants, 13.609 habitatges, i 11.526 famílies. La densitat de població era de 460,4 habitants per km².
Dels 13.609 habitatges en un 56% hi vivien nens de menys de 18 anys, en un 73,6% hi vivien parelles casades, en un 7,5% dones solteres, i en un 15,3% no eren unitats familiars. En el 10,7% dels habitatges hi vivien persones soles l'1,9% de les quals corresponia a persones de 65 anys o més que vivien soles. El nombre mitjà de persones vivint en cada habitatge era de 3,17 i el nombre mitjà de persones que vivien en cada família era de 3,43.
Per edats la població es repartia de la següent manera: un 36,1% tenia menys de 18 anys, un 5,9% entre 18 i 24, un 37,8% entre 25 i 44, un 17,4% de 45 a 60 i un 2,8% 65 anys o més.
L'edat mediana era de 32 anys. Per cada 100 dones de 18 o més anys hi havia 100,6 homes.
La renda mediana per habitatge era de 72.404$ i la renda mediana per família de 76.542$. Els homes tenien una renda mediana de 51.405$ mentre que les dones 33.071$. La renda per capita de la població era de 26.492$. Entorn de l'1,5% de les famílies i el 2% de la població estaven per davall del llindar de pobresa.

## Poblacions més properes
El següent diagrama mostra les poblacions més properes.